# Marcos Gómez Martínez
Marcos Gómez Martínez (Artá, Baleares, 30 de junio de 1965) es un diplomático español. Ha ocupado el puesto de embajador de España en Nueva Zelanda, Colombia y Rusia. Actualmente es el embajador representante permanente de España ante la Oficina de las Naciones Unidas y los Organismos Internacionales con sede en Ginebra, Suiza.

## Biografía
Tras licenciarse en Derecho, ingresó en la carrera diplomática (1990). Estuvo destinado en las representaciones diplomáticas españolas en Rusia, Argentina y ante las Naciones Unidas y Organismos Internacionales con sede en Ginebra. Fue asesor en el Gabinete del ministro de Asuntos Exteriores y vocal asesor en el Gabinete de Presidencia del Gobierno. 
Fue embajador de España en Nueva Zelanda (2007-2011); embajador de España en Misión Especial para Espacios Polares y Asuntos Oceánicos (2011-2012); Cónsul adjunto en el Consulado General de España en Londres (2012-2018); director general de Naciones Unidas y Derechos Humanos (2018-2020); embajador de España en Colombia (2018-2021).